# Cory Doctorow
Cory Doctorow (17 de julho de 1971) é um jornalista e escritor canadense de ficção científica, co-editor do blog Boing Boing. É defensor do copyleft, e suas obras de ficção são lançadas sob uma licença Creative Commons.
É autor de, entre outros livros, Pequeno Irmão (Little Brother), publicado no Brasil pela Editora Record. Doctorow acredita que leis de direitos autorais devem ser liberalizadas para permitir a partilha livre de todas as mídias digitais. Ele defendeu também o compartilhamento de arquivos.

## Vida e carreira
Doctorow nasceu em Toronto, Ontário. Seu pai nasceu em um campo de refugiados no Azerbaijão. Ele não tem parentesco para o romancista E. L. Doctorow.

### Trabalhos de ficção
Doctorow começou a vender seu trabalho de ficção quando tinha 17 anos e vendeu várias histórias seguidas da publicação de sua história "Crafound" em 1998. Down and Out in the Magic Kingdom, o primeiro romance de Doctorow, foi publicado em janeiro de 2003 e foi o primeiro romance lançado sob uma das licenças Creative Commons.

### Não-ficção e outras obras
Os trabalhos de não-ficção de Doctorow incluem seu primeiro livro, "The Complete Idiot's Guide to Publishing Science Fiction" (co-escrito com Karl Schroeder e publicado em 2000), e suas contribuições para Boing Boing, o blog que ele co-edita, bem como colunas regulares no revistas Popular Science e Make. Ele é um escritor colaborador da revista Wired.

## Prêmios
- 2000 - John W. Campbell Award for Best New Writer
- 2004 - Locus Award for Best First Novel por Down and Out in the Magic Kingdom
- 2004 - Prêmio Sunburst por A Place So Foreign and Eight More
- 2006 - Locus Award for Best Novelette for "I, Robot"
- 2007 - Locus Award for Best Novelette for "When Sysadmins Ruled the Earth"
- 2007 - EFF Pioneer Award, por Little Brother[8]